# Школа аэрокосмических наук Джона Одегарда
Школа аэрокосмических наук Джона Одегарда (англ. John D. Odegard School of Aerospace Sciences, сокр. UND Aerospace) — американский многопрофильный колледж Университета Северной Дакоты в Гранд-Форксе, штат Северная Дакота.
В настоящее время в школе работает более 500 преподавателей и обучается около 2000 студентов.

## История
Джон Одегард (1941—1998), бывший декан этого колледжа, а также сертифицированный лётный инструктор, стал в 1968 году основателем авиационной программы обучения в Университете Северной Дакоты. Стартовав с двумя подаренными самолётами и небольшим офисом, он превратил свою школу в один из крупнейших колледжей Дакотского университета, предоставляющего дипломы по одной из самых престижных в стране программ аэрокосмического образования и лидера в области воздушных исследований.
С приобретением новых самолётов и ростом зачисленных в школу студентов, в 1982 году при Университете Северной Дакоты был создан Центр аэрокосмических наук. В 1997 году, в рамках празднования 30-летия, школа получила свое нынешнее название в честь основателя, который умер от рака и был похоронен в Гранд-Форксе.

## Деятельность
Школа аэрокосмических наук имеет различное оборудование, в том числе тренажеры диспетчерской вышки с обзором на 360 градусов, класс дистанционного обучения и поддерживает беспроводную сеть, которая доступна на всем аэрокосмическом комплексе, в главном кампусе и в любом из зданий аэропорта Гранд-Форкса. Все объекты школы аэрокосмических соединены между собой эстакадами и включают: Одегард-холл (Odegard Hall), Клиффорд-холл (Clifford Hall), Райан-холл (Ryan Hall) и Стрейбель-холл (Streibel Hall). В июле 2016 года открылось пятое здание — Робин-холл (Robin Hall) — для размещения растущих исследовательских и учебных процессов в области беспилотных летательных аппаратов.
- Одегард-холл является главным зданием комплекса и первым построенным зданием на территории кампуса. В нём расположены аудитории, кабинеты, главный офис Школы аэрокосмических наук, полномасштабный тренажер пространственной дезориентации и барокамера (используется для исследования влияния высокогорья на организм человека, особенно гипоксии). В этом же здании расположены 200-местный планетарий Arthur P. Anderson Atmospherium Planetarium и большой лекционный зал. планетарий Артура П. Андерсона Атмосфериум на 200 мест и лекционная чаша.
- В Стрейбель-холле находится департамент компьютерных наук Университета Северной Дакоты.
- В Клиффорд-холле расположен департамент атмосферных наук, отдел космических исследований, отдел науки и политики систем Земли, административные офисы, аэрокосмический консорциум и научный вычислительный центр. В центре Клиффорд-холла находится импульсно-доплеровский радар.
- Райан-холл является местом факультета управления воздушным движением и более пятнадцати 16 летных тренажеров, оснащенных системой Garmin G1000[англ.]. Два летных тренажера Canadair Regional Jet используются для ознакомления с системами газотурбинных двигателей, а также для подготовки аспирантов к работе в авиакомпаниях. Кроме этого здесь имеются другие специализированные тренажёры, лаборатория компьютерного обучения с базовым симулятором приборов и тренажер диспетчерской вышки.

### Парк воздушной техники
Школа аэрокосмических наук имеет собственный парк из более ста летательных аппаратов, включающий 100 самолетов, 7 вертолетов и 9 беспилотных летательных аппаратов. Большинство из этой техники базируются в международном аэропорту Гранд-Форкс, остальные расположены в двух дополнительных кампусах в Соединенных Штатах. Основой является парк из 93 самолётов Piper Archer, оснащенных Garmin G1000, которые используются для обучения студентов на получение сертификата в качестве частного пилота и дополнительной подготовки для работы по приборам. Студенты, желающие пройти обучение на вертолетах, тренируются на одном из шести двухместных вертолетов Sikorsky S-300.
Парк летательной техники Школа аэрокосмических наук Джона Одегарда по состоянию на июль 2021 года составлял:
- 93 Piper Archer
- 1 Cessna 172S
- 15 Piper Seminole
- 3 Cessna 150
- 3 Beech King Air 90
- 2 American Champion Decathlon
- 1 CubCrafters CC18-180 Top Cub[англ.]
- 5 Robinson R44 Cadet

Также в школе имеется большой парк исторических воздушных судов, включающий: SOCATA TB family, Beechcraft King Air, Bell 206, Cessna Citation Mustang, Douglas DC-3, Schweizer SGU 2-22 и другие.
Школа Джона Одегарда Университета Северной Дакоты является членом Национальной межвузовской лётной ассоциации (NIFA).